# باتريك جي. كارلي
باتريك جي. كارلي هو سياسي أمريكي، ولد في 2 فبراير 1866 في مقاطعة روسكومون في جمهورية أيرلندا، وتوفي في 25 فبراير 1936 في بروكلين في الولايات المتحدة. نشط حزبياً في الحزب الديمقراطي. وقد انتخب عضو مجلس النواب الأمريكي ‏.